# Boaszkowate
Boaszkowate (Tropidophiidae) – monotypowa rodzina niejadowitych węży z infrarządu Alethinophidia. Są wężami małej do średniej wielkości (od 30 do 60 cm), u niektórych z nich można spotkać bardzo kolorowe łuski. Prowadzą z reguły grzebiący tryb życia, rzadziej nadrzewny.

## Rozmieszczenie geograficzne
Przedstawiciele rodziny żyją głównie w krainie neotropikalnej, od Meksyku i Indii Zachodnich do południowo-wschodniej Brazylii. Najczęściej można ich znaleźć na wyspach: Haiti, Jamajce, Kajmanach i Kubie.

## Charakterystyka
Zagrożone, zwijają się w ciasną kulkę. Posiadają nietypową zdolność obronną samokrwawienia z oczu, warg i nozdrzy. 

## Systematyka
Rodzaj Tropidophis zdefiniowała w 1843 roku para francuskich herpetologów – Jean Theodore Cocteau i Gabriel Bibron – w rozdziale zatytułowanym Gady opublikowanym w publikacji autorstwa hiszpańskiego botanika Ramóna de la Sagry o tytule Historia fizyczna, polityczna i naturalna wyspy Kuba. Gatunkiem typowym jest (oznaczenie monotypowe) boaszek kubański (T. melanurus).

### Etymologia
- Tropidophis: gr. τροπις tropis, τροπιδος tropidos ‘kil statku’[10] ; οφις ophis, οφεως opheōs ‘wąż’[11].
- Leionotus: gr. λειος leios ‘gładki’[12] ; -νωτος -nōtos ‘-tyły, -grzbiety’, od νωτον nōton ‘tył, grzbiet’[13]. Gatunek typowy (oznaczenie monotypowe): Leionotus maculatus Cocteau & Bibron, 1843.
- Ungalia: etymologia nieznana, Gray nie wyjaśnił pochodzenia nazwy zwyczajowej[2]. Gatunek typowy (oznaczenie monotypowe): Boa melanura Schlegel, 1837.
- Erycopsis: rodzaj Eryx Daudin, 1803; gr. οψις opsis, οψεως opseōs ‘wygląd, oblicze, twarz’[11]. Gatunek typowy (oryginalne oznaczenie): Boa melanura Schlegel, 1837.
- Notophis: gr. νωτον nōton ‘tył, grzbiet’[13]; οφις ophis, οφεως opheōs ‘wąż’[11]. Gatunek typowy (oznaczenie monotypowe): Notophis bicarinatus Hallowell, 1856 (= Boa melanura Schlegel, 1837).
- Trachyboa: gr. τραχυς trakhus ‘chropowaty, szorstki, najeżony’[14]; rodzaj Boa Linnaeus, 1758. Gatunek typowy (oznaczenie monotypowe): Trachyboa gularis Peters, 1860.

### Podział systematyczny
Do rodziny należy jeden rodzaj Tropidophis wraz z następującymi gatunkami: 

- Tropidophis battersbyi Laurent, 1949
- Tropidophis boulengeri (Peracca, 1910)
- Tropidophis bucculentus (Cope, 1868)
- Tropidophis cacuangoae Ortega-Andrade, Bentley, Koch, Yánez-Muñoz & Entiauspe-Neto, 2022
- Tropidophis canus (Cope, 1868)
- Tropidophis caymanensis Battersby, 1938
- Tropidophis celiae Hedges, Estrada & Díaz, 1999
- Tropidophis curtus (Garman, 1887)
- Tropidophis feicki Schwartz, 1957 – boaszek zachodniokubański[15]
- Tropidophis fuscus Hedges & Garrido, 1992
- Tropidophis galacelidus Schwartz & Garrido, 1975
- Tropidophis grapiuna Curcio, Sales-Nunes, Suzart Argolo, Skuk & Rodrigues, 2012
- Tropidophis greenwayi Barbour & Shreve, 1936
- Tropidophis gularis Peters, 1860
- Tropidophis haetianus (Cope, 1879)
- Tropidophis hardyi Schwartz & Garrido, 1975
- Tropidophis hendersoni Hedges & Garrido, 2002
- Tropidophis jamaicensis Stull, 1928
- Tropidophis leonae Landestoy, 2023
- Tropidophis maculatus (Bibron, 1840)
- Tropidophis melanurus (Schlegel, 1837) – boaszek kubański[15]
- Tropidophis morenoi Hedges, Garrido & Díaz, 2001
- Tropidophis nigriventris Bailey, 1937
- Tropidophis pardalis (Gundlach, 1840)
- Tropidophis parkeri Grant, 1941
- Tropidophis paucisquamis (Müller, 1901)
- Tropidophis pilsbryi Bailey, 1937
- Tropidophis preciosus Curcio, Sales-Nunes, Suzart Argolo, Skuk & Rodrigues, 2012
- Tropidophis schwartzi Thomas, 1963
- Tropidophis semicinctus (Gundlach & Peters, 1864)
- Tropidophis spiritus Hedges & Garrido, 1999
- Tropidophis steinleini Díaz & Cádiz, 2020
- Tropidophis stejnegeri Grant, 1940
- Tropidophis stullae Grant, 1940
- Tropidophis taczanowskyi (Steindachner, 1880)
- Tropidophis wrighti Stull, 1928
- Tropidophis xanthogaster Domínguez, Moreno & Hedges, 2006

Rodzaje Ungaliophis i Exiliboa były kiedyś zaliczane do boaszkowatych, lecz obecnie częściej są uważane za bliżej spokrewnione z duscielowatymi i zaliczane do nich jako podrodzina Ungaliophiinae.